# Kim Mi-sook
Kim Mi-sook, född 10 juni 1962, är en sydkoreansk handbollsspelare. Hon var med och tog OS-silver 1984 i Los Angeles.